# Zgrada Galerije Vinko Perčić u Subotici
Zgrada Galerije Vinko Perčić je zgrada u Subotici koja je spomenik kulture. Nalazi se na adresi Maksima Gorkog br. 22. 
Prvi podatci o ovoj zgradi datiraju s konca 19. stoljeća. Njen je ondašnji vlasnik bio Mihaly Gereb. Sagrađena je u eklektičnom stilu. Adaptirana je 1894. prema projektu mađarskog arhitekta iz Budimpešte Dezse Jakaba. Tijekom adaptacije dobila je neobaroknu dekoraciju. 
Ovdje se nalazi Zavičajna galerija u kojoj se nalazi ostavština umjetnina dr Vinka Perčića.

## Vanjske poveznice
- Galerija Vinko Perčić Legat galerije
- Zbirka Vinka Perčića